# Hare Ame Nochi Suki
Singles de Morning Musume Sakura Gumi
Sakura Mankai
(25 février 2004)
Singles par Morning Musume Otome Gumi
Ai no Sono (...)
(18 septembre 2003) Yūjō ~Kokoro no Busu...
(25 février 2004)
Singles par Morning Musume
Shabondama
(30 juillet 2003) Go Girl ~Koi no Victory~
(6 novembre 2003)
Hare Ame Nochi Suki (晴れ　雨　のち　スキ) est le 1er single du groupe de J-pop Morning Musume Sakura Gumi, sous-groupe de Morning Musume, sorti en 2003.

## Présentation
Le single sort le 18 septembre 2003 au Japon sur le label zetima. Il est écrit, composé et produit par Tsunku. Il atteint la 2e place du classement des ventes de l'Oricon, et reste classé pendant 8 semaines, pour un total de 81 866 exemplaires vendus durant cette période. Il sort également au format "single V" (DVD contenant le clip vidéo).
Morning Musume est alors temporairement séparé en deux groupes distincts, Morning Musume Sakuragumi et Morning Musume Otomegumi, qui vont sortir simultanément deux singles chacun. Le single Hare Ame Nochi Suki sort donc en parallèle avec le single Ai no Sono ~Touch My Heart!~ de Otomegumi, avec des ventes supérieures.
La chanson-titre du single figurera sur la compilation annuelle du Hello! Project Petit Best 4 qui sort fin 2003. Elle sera reprise en solo par l'une des membres, Natsumi Abe, sur son premier album Hitori Bocchi qui sortira quatre mois plus tard. La chanson en "face B" est une reprise du titre Dekkai Uchū ni Ai ga Aru qui figurait en "face B" du single The Peace! de Morning Musume sorti en 2001. Morning Musume Otomegumi reprend en parallèle ce même titre sur son propre single Ai no Sono ~Touch My Heart!~.

## Membres
- 1er génération : Natsumi Abe
- 2er génération : Mari Yaguchi
- 4er génération : Hitomi Yoshizawa
- 4er génération : Ai Kago
- 5er génération : Ai Takahashi
- 5er génération : Asami Konno
- 5er génération : Risa Niigaki
- 6er génération : Eri Kamei

## Liste des titres
Single CD
1. Hare Ame Nochi Suki (晴れ　雨　のち　スキ ♡?)
2. Dekkai Uchū ni Ai ga Aru (Morning Musume Sakuragumi Version) (でっかい宇宙に愛がある (モーニング娘。さくら組 Version)?)
3. Hare Ame Nochi Suki (Instrumental) (晴れ　雨　のち　スキ ♡?)

Single V (DVD)
1. Hare Ame Nochi Suki (晴れ　雨　のち　スキ ♡?)
2. Hare Ame Nochi Suki (Close-up Ver.) (晴れ　雨　のち　スキ ♡?)
3. Making Eizo (メイキング映像?) (making of)